# Озерский, Михаил Соломонович
Михаил Соломонович Озерский — советский хозяйственный деятель.

## Биография
Родился в 1906 году в Сураже. Член КПСС.
С 1922 года — на хозяйственной, общественной и политической работе. В 1922—1976 гг. — инженер завода в Муроме, инженер, инженер-металлург завода № 1 имени Осоавиахима, инженер отдела главного металлурга завода № 95 в Кунцеве, главный металлург завода № 95, главный металлург завода № 65, научный сотрудник НИИ Гипроавиапром Министерства авиационной промышленности СССР.
За разработку и внедрение в производство метода бесслиткового проката цветных металлов был в составе коллектива удостоен Сталинской премии за выдающиеся изобретения и коренные усовершенствования методов производственной работы 1943 года.
За разработку и внедрение технологии производства специальных алюминиевых труб для завода «А» комбината № 817 был Указом Президиума Верховного Совета СССР от 29 октября 1949 года в составе коллектива удостоен Сталинской премии.
Умер в Москве в 2003 году.